# Šarlykskij rajon
Lo Šarlykskij rajon (in russo Шарлыкский район?) è un rajon dell'Oblast' di Orenburg, nella Russia europea. Istituito nel 1924, il capoluogo è Šarlyk.